# Biskup koadiutor
Biskup koadiutor – w Kościele katolickim prawnie ustanowiony przez papieża biskup, który po śmierci, awansie lub przejściu na emeryturę biskupa diecezjalnego ma prawo następstwa po nim na urzędzie biskupa diecezji zgodnie z kan. 403 § 3 kodeksu prawa kanonicznego z 1983. Dawniej biskupem koadiutorem nazywano także biskupa bez prawa następstwa, ale wyposażonego w specjalne uprawnienia (mianowanego zgodnie z kan. 403 § 2 kodeksu prawa kanonicznego z 1983). Biskup taki określany był mianem koadiutora sedi datus w odróżnieniu od biskupa z prawem następstwa określanego mianem koadiutora personae datus. Przykładowo biskupem mianowanym koadiutorem sedi datus diecezji gdańskiej był ks. Edmund Nowicki, który jednak ostatecznie zastąpił zmarłego w 1964 roku bp. Karola Marię Spletta. Obecnie biskupów koadiutorów sedi datus nazywa się po prostu biskupami pomocniczymi, a miano koadiutorów zarezerwowane jest wyłącznie dla biskupów z prawem następstwa.
Koadiutor (starofr. coadjuteur z łac. co- od cum ‘z, razem z’ + adiutor ‘pomocnik’) to duchowny wyznaczony przez władze zwierzchnie do pomocy duchownemu wyższego stopnia, zwykle biskup tytularny pomagający w obowiązkach biskupa diecezjalnego lub też administrator przy stolicy biskupiej, z prawem następstwa po zawakowaniu beneficjum. W historii spotyka się także często koadiutorów opatów, prałatów, kanoników lub proboszczów, zwłaszcza w odniesieniu do zamożniejszych beneficjów.